# Zofia Kaczor
Zofia Kaczor (ur. 24 lutego 1938 w Kunowie) – polska felczerka i polityk, posłanka na Sejm PRL IX kadencji.

## Życiorys
W 1958 ukończyła Szkołę Felczerską w Świdnicy. Pracowała następnie jako felczer w Starachowicach, a od 1962 była zatrudniona w tamtejszej Terenowej Stacji Sanitarno-Epidemologicznej. W 1970 została absolwentką Zaoczne Studium dla średnich kadr medycznych.
W 1966 została działaczką Ligi Kobiet Polskich, w której była przewodniczącą Zarządu Miejskiego. Zasiadała w prezydium Rady Miejskiej Patriotycznego Ruchu Odrodzenia Narodowego. Radna Miejskiej Rady Narodowej i wiceprzewodnicząca Powiatowej Rady Narodowej w Starachowicach. W latach 1985–1989 pełniła mandat posłanki na Sejm PRL IX kadencji w okręgu Skarżysko-Kamienna, była posłanką bezpartyjną. Zasiadała w Komisji Administracji, Spraw Wewnętrznych i Wymiaru Sprawiedliwości, Komisji Ochrony Środowiska i Zasobów Naturalnych oraz w Komisji Nadzwyczajnej do rozpatrzenia projektu ustawy o zmianie ustawy Ordynacja wyborcza do rad narodowych.
Otrzymała Medal 40-lecia Polski Ludowej.